# Педраса, Мария
Мари́я Педра́са (исп. María Pedraza; род. 26 января 1996, Мадрид, Испания) — испанская актриса и танцовщица. Известна по главной роли в фильме «Любить» Эстебана Креспо и ролям Элисон Паркер и Марины Нуньер в телесериалах «Бумажный дом» (Antena 3) и «Элита» (Netflix), соответственно.

## Биография
Педраса родилась 26 января 1996 в Мадриде. В 8 лет начала изучать классические танцы в Национальной танцевальной консерватории Мариемма. По совету своей матери начала посещать занятия по актёрскому мастерству, попутно занимаясь танцами в консерватории, пока ей не исполнилось 18 лет.
С 2018 до 2021 года состояла в романтических отношениях с актёром Хайме Лоренте, с которым пересекалась в сериалах «Бумажный дом», «Элита» и фильме «Кого бы ты взял на необитаемый остров?».

## Профессиональная карьера
Её публикации в социальной сети «Инстаграм» увидел кинорежиссёр Эстебан Креспо, который пригласил её пройти прослушивание на главную роль в своём фильме «Любить». Когда она пришла на кастинг, она очень нервничала, потому что не умела играть, а только танцевать. Несмотря на это, её утвердили на главную роль Лауры, где она стала частью актёрской группы с Полем Моненом, Наталией Теной, Густаво Сальмероном и Начо Фреснедой. Премьера фильма в кинотеатрах состоялась 21 марта 2017.
Её второй работой в качестве актрисы стала роль Элисон Паркер, дочери посла Великобритании в Испании, в популярном сериале «Atresmedia» «Бумажный дом». После того, как сериал был выкуплен «Netflix», она получила признание как в своей стране, так и во всём мире. В том же году она стала частью актёрского состава веб-сериала производства RTVE для своей платформы «Playz» «Если бы это был ты», исполнив роли Альбы Руис Алонсо и Кристины Ромеро. Это был интерактивный сериал, где пользователи каждую неделю решали, как будет развиваться сюжет. Позже был снят фильм, премьера которого состоялась 4 декабря 2017 на канале «La 1».
В начале 2018 было объявлено об её участии во втором испанском оригинальном сериале Netflix под названием «Элита», где также снялись Мигель Эрран и Хайме Лоренте, знакомые ей по съёмочной площадке сериала «Бумажный дом». Премьера «Элиты» состоялась 5 октября того же года. Педраса исполнила роль Марины Нуньер в первом сезоне сериала.
Atresmedia подтвердил участие актрисы в качестве главной героини в сериале «Той-бой», который был показан на «FesTVal» в Витории-Гастейс и чей предпоказ состоялся в сервисе «Atresplayer Premium» в 2019 году. После его показа на общедоступном телевидении сериал вышел на онлайн-платформе Netflix в начале марта 2020.
Кроме того, с сентября по октябрь проходили съёмки фильма «Кого бы ты взял на необитаемый остров?», чьим режиссёром стал Хота Линарес. Лента была представлена на 22-м Малагском фестивале, а её премьера состоялась 12 апреля 2019.
В августе 2019 начались съёмки полнометражного фильма «Наше лето» режиссёра Карлоса Седеса, где её коллегами по съёмочной площадке среди прочих стали Бланка Суарес и Хавьер Рей. Премьера фильма намечена на конец 2020 года.

## Фильмография

### Фильмы
| Год  | Название                               | Роль   | Режиссёр                  | Примечание   |
| ---- | -------------------------------------- | ------ | ------------------------- | ------------ |
| 2017 | Любить                                 | Лаура  | Esteban Crespo            | Главная роль |
| 2019 | Кого бы ты взял на необитаемый остров? | Марта  | Jota Linares              | Главная роль |
| 2020 | Наше лето                              | Адела  | Карлос Седес              | Постпродакшн |
| 2021 | Ego                                    | Палома | Alfonso Cortés-Cavanillas | Главная роль |
| 2022 | Хрустальные девушки                    | Ирене  | Хота Линарес              | Главная роль |
| 2023 | Сознание                               | Эстер  | Даниель Бенмайор          | Главная роль |

### Телесериалы
| Год  | Название           | Роль                                | Примечания   |
| ---- | ------------------ | ----------------------------------- | ------------ |
| 2017 | Если бы это был ты | Альба Руис Алонсо / Кристина Ромеро | 8 эпизодов   |
| 2017 | Бумажный дом       | Элисон Паркер                       | 15 эпизодов  |
| 2018 | Элита              | Марина Нуньер Осуна                 | 8 эпизодов   |
| 2019 | Той-бой            | Триана Марин                        | 13 эпизодов  |
| 2024 | Galgos             | Jimena Somarriba                    | главная роль |